# Carlos Manuel
Pour le footballeur né en 1962, voir Carlos Manuel (football, 1962).
Carlos Manuel Correia dos Santos (né le 15 janvier 1958 à Moita), plus connu sous le nom de Carlos Manuel, est un footballeur portugais, devenu entraîneur.

## Biographie
Milieu offensif du Benfica dans les années 1980, il se forge un palmarès conséquent et dispute même la finale de la coupe de l'UEFA en 1983. Membre aussi de l'Équipe du Portugal durant la même période, il participe notamment au Championnat d'Europe des Nations en 1984, où les Portugais atteignent les demi-finales, et à la Coupe du Monde en 1986.
Il compte 42 sélections en équipe nationale. S'il n'inscrit que 8 buts, deux ont particulièrement marqué les esprits. En octobre 1985 à Stuttgart, il marque contre la RFA le but donnant la victoire au Portugal. Cette victoire qualifie aussi son équipe pour la Coupe du Monde au Mexique, la première depuis 1966. Par ailleurs, c'est aussi la toute première défaite des Allemands lors d'un match éliminatoire de Coupe du Monde. Puis en juin 1986 à Monterrey lors du Mundial mexicain, il marque encore le but de la victoire contre l'Angleterre (1-0).
À Benfica, il remporte quatre titres de champion (1981, 1983, 1984, 1987) et six coupes du Portugal (1980, 1981, 1983, 1985, 1986, 1987) et dispute la finale de la Coupe de l'UEFA en 1983, perdue contre Anderlecht (0-1 et 1-1).
Après sa carrière de joueur, il devient entraîneur, notamment au Sporting, mais sans grands résultats. Il entraîne ensuite le Sporting Braga, le SC Campomaiorense, le CD Santa Clara et l'équipe de Salgueiros.

## Palmarès (joueur)

### En club
- Champion du Portugal en 1981, en 1983, en 1984 et en 1987 avec le Benfica Lisbonne
- Vainqueur de la Coupe du Portugal en 1980, en 1981, en 1983, en 1985, en 1986 et en 1987 avec le Benfica Lisbonne et en 1992 avec le Boavista FC
- Vainqueur de la Supercoupe du Portugal en 1979 et en 1984 avec le Benfica Lisbonne
- Finaliste de la Coupe de l'UEFA en 1983 avec le Benfica Lisbonne

### EnÉquipe du Portugal
- 42 sélections et 8 buts entre 1980 et 1986
- Participation au Championnat d'Europe des Nations en 1984 (1/2 finaliste)
- Participation à la Coupe du Monde en 1986 (Premier Tour)

### Distinctions individuelles
- Élu meilleur footballeur portugais de l'année en 1985
- Membre de l'équipe-type de l'année aux World Soccer Awards en 1985

## Statistiques (joueur)
- 42 sélections et 8 buts en équipe nationale entre 1980 et 1986
- 355 matchs et 49 buts en Primeira Divisão
- 16 matchs et 10 buts en Ligue Nationale A